# Ruby Fields
Ruby Fields, nom de scène de Ruby Phillips, est une autrice-compositrice-interprète et guitariste australienne originaire de Cronulla. En 2018, elle sort son premier EP Your Dad's Opinion for Dinner. En 2019, elle sort son deuxième EP Permanent Hermit. Son premier album Been Doin' It for a Bit sort en septembre 2021.

## Jeunesse
Ruby Cheyenne Phillips naît a Cronulla, en Nouvelle-Galles du Sud, au sud de Sydney. Elle commence à écrire des chansons à l'âge de 11 ans et à se produire dans la rue à l'âge de 13 ans. Elle passe plusieurs années à apprendre à construire des guitares et à réparer du matériel de musique auprès du père de son ami.

## Carrière musicale

### 2016-2018: Démarrage puisYour Dad's Opinion for Dinner

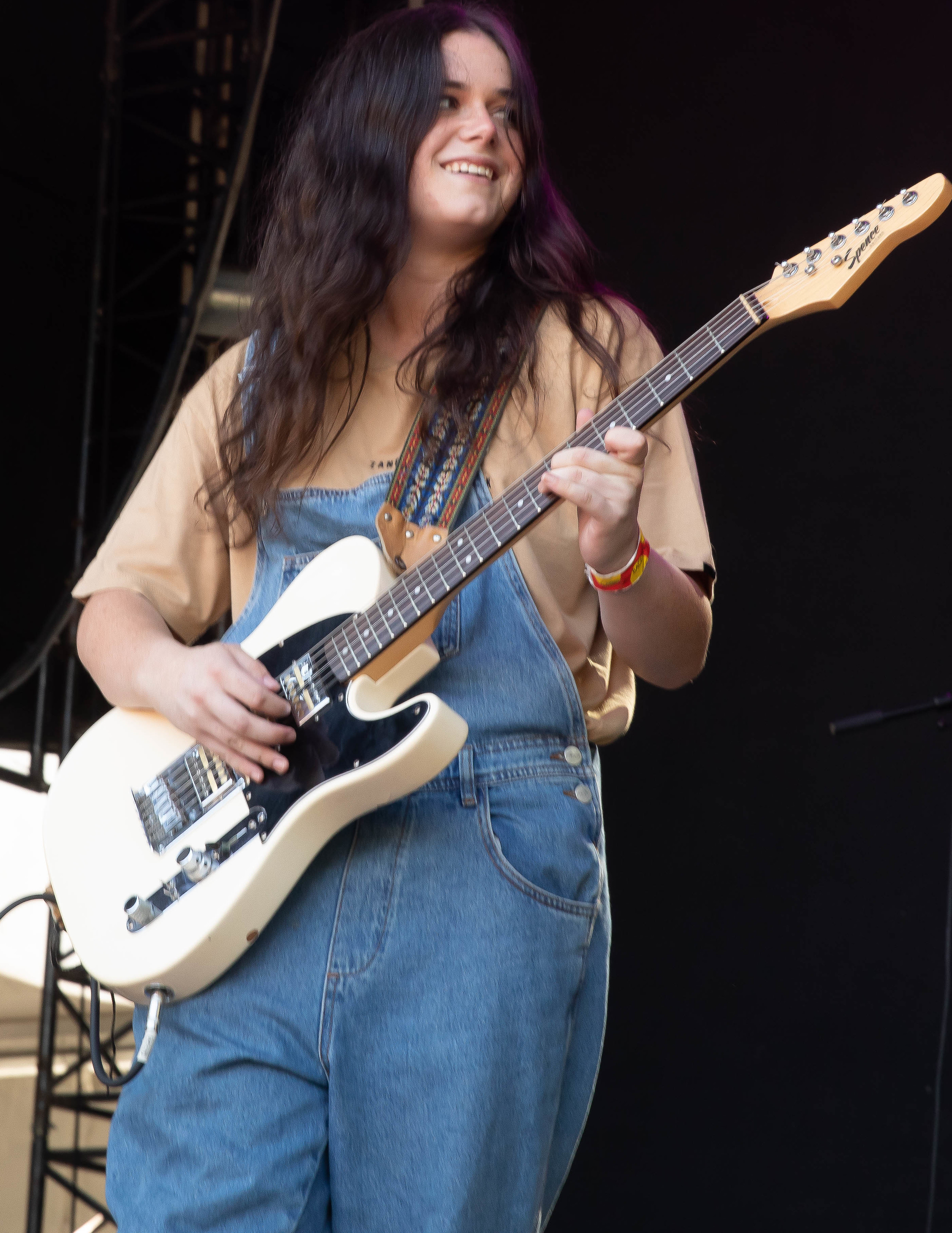
Ruby Fields en concert.

Depuis 2016, Fields se produit en live avec des musiciens. En 2017, elle enregistre ses premiers singles. Elle joue à South by Southwest en 2018. La même année, elle joue en première partie des tournées de Ball Park Music et San Cisco.

### 2019 à aujourd'huiPermanent HermitpuisLive from Repentance Creek Hall
Son deuxième EP Permanent Hermit sort en mai 2019. Pendant une semaine en juillet 2019, Fields anime l'émission de radio Triple J Breakfast, remplaçant les animateurs habituels Ben Harvey et Liam Stapleton. À partir de 2020, Fields sort plusieurs singles, pour annoncer son premier album, qui sort le 24 septembre 2021,,. L'album se classe à la première place des charts ARIA.
En février 2022, Fields sort Live from Repentance Creek Hall avec des enregistrements live de Been Doin' It for a Bit.

## Discographie

### Albums studio
| Titre                   | Détails de l'album | Meilleur classement |
| Titre                   | Détails de l'album | Australie           |
| ----------------------- | --- | ------------------- |
| Been Doin' It for a Bit | - Sortie : 24 septembre 2021 - Label : Ruby Fields/Flightless Records (S44CD0009) - Formats : CD, LP, cassette, téléchargement numérique, streaming | 1                   |

### EP
| Titre                           | Détails                                                                                            | Meilleur classement |
| Titre                           | Détails                                                                                            | Australie           |
| ------------------------------- | -------------------------------------------------------------------------------------------------- | ------------------- |
| Your Dad's Opinion for Dinner   | - Sortie : 1er mars 2018 - Label : Ruby Fields - Formats : Téléchargement numérique, Streaming, LP | 26 [ Un ]           |
| Permanent Hermit                | - Sortie : 3 mai 2019 - Label : Ruby Fields - Formats : Téléchargement numérique, streaming, LP    | 26 [ Un ]           |
| Live from Repentance Creek Hall | - Sortie : 16 février 2022 - Label : Ruby Fields - Formats : Téléchargement numérique, streaming   | -                   |

### Singles
| Titre              | Année | Certifications   | Album                         |
| ------------------ | ----- | ---------------- | ----------------------------- |
| "I Want"           | 2017  |                  | Your Dad's Opinion for Dinner |
| "P Plates"         | 2017  |                  | Your Dad's Opinion for Dinner |
| "Ritalin"          | 2018  |                  | Your Dad's Opinion for Dinner |
| "Dinosaurs"        | 2018  | - ARIA: Platinum | Permanent Hermit              |
| "Climate"          | 2019  |                  | Permanent Hermit              |
| "Trouble"          | 2019  |                  | Permanent Hermit              |
| "Pretty Grim"      | 2020  |                  | Been Doin' It for a Bit       |
| "R.E.G.O."         | 2021  |                  | Been Doin' It for a Bit       |
| "Song About a Boy" | 2021  |                  | Been Doin' It for a Bit       |
| "Bottle-O"         | 2021  |                  | Been Doin' It for a Bit       |
| "92 Purebred"      | 2025  |                  |                               |

#### Singles promotionnels
|
| Title                                            | Year | Album |
| ------------------------------------------------ | ---- | ----- |
| "The Unguarded Moment" (Triple J Like a Version) | 2019 |       |

## Récompenses

### Prix APRA
Les APRA Awards sont organisés en Australie et en Nouvelle-Zélande par l'Australasian Performing Right Association pour récompenser chaque année les talents d'auteur-compositeur et les performances de ses membres en matière de ventes et de diffusion. Fields a été nommé pour un prix,.
| Année | Travail nommé | Catégorie                            | Résultat   |
| ----- | ------------- | ------------------------------------ | ---------- |
| 2020  | "Dinosaurs"   | Most Performed Rock Work of the Year | Nomination |

### J Awards
Les J Awards sont une série annuelle de récompenses musicales australiennes créées par la station de radio pour jeunes Triple J de l'Australian Broadcasting Corporation. Ils ont débuté en 2005.
| Année            | Travail nommé           | Catégorie                    | Résultat   | Ref.   |
| ---------------- | ----------------------- | ---------------------------- | ---------- | ------ |
| J Awards of 2017 | Ruby Fields             | Unearthed Artist of the Year | Nomination | [ 21 ] |
| J Awards of 2021 | Been Doin' It for a Bit | Australian Album of the Year | Nomination | ,      |

### National Live Music Awards
Les National Live Music Awards (NLMA) sont une large reconnaissance de la diversité de l'industrie du spectacle en Australie, célébrant le succès de la scène live australienne. Les prix ont été décernés pour la première fois en 2016.
| Année                              | Travail nommé | Catégorie                 | Résultat   |
| ---------------------------------- | ------------- | ------------------------- | ---------- |
| National Live Music Awards of 2020 | Ruby Fields   | NSW Act Voice of the Year | Nomination |

### Prix Rolling Stone Australie
Les Rolling Stone Australia Awards sont décernés chaque année en janvier ou février par l'édition australienne du magazine Rolling Stone pour récompenser les contributions exceptionnelles à la culture populaire au cours de l'année précédente.
| Année | Travail nommé           | Catégorie   | Résultat   | Ref.   |
| ----- | ----------------------- | ----------- | ---------- | ------ |
| 2022  | Been Doin' It for a Bit | Best Record | Nomination | [ 26 ] |